# Спорт в Бутане

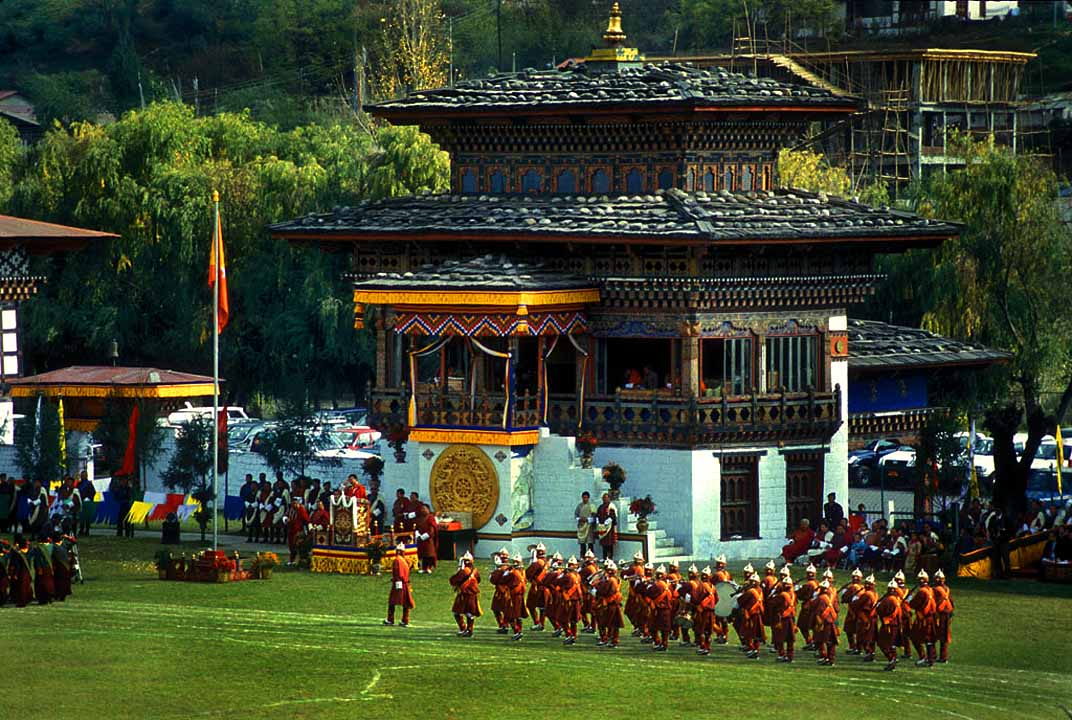
Парад на стадионе Чанглимитанг

Национальным видом спорта в Бутане является стрельба из лука. В большинстве деревень регулярно проводятся соревнования по этому виду спорта. Он отличается от олимпийских стандартов размещением мишеней и обстановкой. Две мишени располагают на расстоянии более 100 м друг от друга и команды стреляют из одного конца поля в другой. Каждый член команды за раунд делает два выстрела. Традиционная стрельба из лука в Бутане является социальным явлением и соревнования проводятся между деревнями, городами и любительскими командами. Во время соревнований употребляют различные блюда и напитки, они также сопровождаются песнями и танцами.
В Бутане также популярна командная игра на открытом воздухе кхуру (англ. Khuru), напоминающая дартс, в которой игроки бросают тяжёлые деревянные дротики с 10-сантиметровыми гвоздями в мягкие мишени, расположенные на расстоянии 10-20 м.

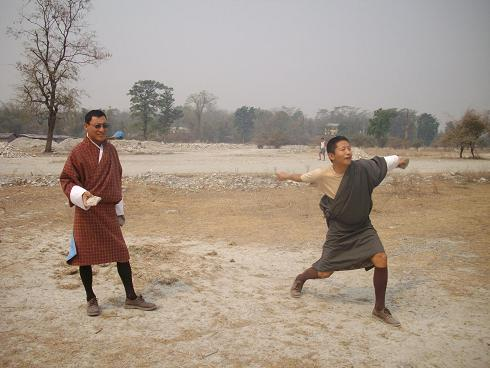
Бутанцы за игрой в дегор

Другим традиционным видом спорта в Бутане является дегор, похожий на спортивное толкание ядра и метание подковы. В стране также приобрёл популярность крикет, особенно после начала трансляций индийских телеканалов. Сборная Бутана по крикету является одной из лучших в регионе. В 2002 году сборная Бутана по футболу сыграла со сборной Монтсеррата, о чём был снят документальный фильм «Другой финал». Этот матч состоялся в тот же день, что и игра между сборными Бразилии и Германии в финале чемпионата мира, на тот момент сборные Бутана и Монтсеррата занимали два низших места в рейтинге ФИФА. Матч состоялся в Тхимпху на стадионе Чанглимитанг и закончился победой сборной Бутана со счётом 4:0.
В последнее время в стране набирают популярность такие виды спорта как баскетбол, волейбол, теннис и настольный теннис.